# 田村駿仁
田村 駿仁（たむら しゅんじ、1933年4月2日 - 2025年6月19日）は、日本中央競馬会（JRA）・美浦トレーニングセンターに所属していた元騎手・元調教師である。
実父は大井競馬場に所属していた調教師の田村仁三郎。兄の田村勝男も大井競馬場の元調教師。JRA調教師の田村康仁は実子(長男)という競馬一家である。

## 経歴
1933年4月2日、東京都生まれ。
1948年11月、大久保房松厩舎に騎手候補として所属。1951年に騎手として正式に所属した。その後1963年に騎手を引退し、1965年より調教師に転じる。
最初の所属は中山競馬場・白井分場(現・JRA競馬学校)、後に美浦トレーニングセンターの完成に伴い移籍し、自らの厩舎を持つ。
初出走は1965年3月20日、中山第9競走にキヨトミで初出走し2着。同年5月23日、東京第6競走でキヨトミが勝利し、調教師として初勝利を挙げた。
1966年11月6日の東京タイムズ杯牝馬特別で、キヨトミが重賞初制覇を飾る。
その後、1974年のサンケイスポーツ賞4歳牝馬特別ではキャッシュボアが、1986年のセントライト記念と1988年のアルゼンチン共和国杯ではレジェンドテイオーが、1994年の中山大障害・秋ではローズムーンがそれぞれ勝利した。
2002年、定年に伴い引退した。その後2025年6月19日に老衰のため死去していたことが同年8月15日、馬主の西山茂行のブログにて明かされた。92歳没。

## 調教師成績
- 以下の内容は、日本中央競馬会（JRA）[1]に基づく。

|            | 日付          | 競馬場・開催    | 競走名                 | 馬名     | 頭数 | 人気 | 着順 |
| ---------- | ------------- | --------------- | ---------------------- | -------- | ---- | ---- | ---- |
| 初出走     | 1965年3月20日 | 2回中山3日目9R  |                        | キヨトミ | 14頭 |      | 2着  |
| 初勝利     | 1965年5月23日 | 4回東京2日目6R  |                        | キヨトミ | 17頭 |      | 1着  |
| 重賞初勝利 | 1966年11月6日 | 3回中山2日目11R | 東京タイムズ杯牝馬特別 | キヨトミ | 10頭 | 1    | 1着  |

## 主な管理馬

### 重賞競走優勝馬
- キヨトミ（1966年東京タイムズ杯牝馬特別）
- キャッシュボア（1974年サンケイスポーツ賞4歳牝馬特別）
- レジェンドテイオー（1986年セントライト記念、1988年アルゼンチン共和国杯）
- ローズムーン（1994年中山大障害・秋）